# Новомуллакаєвська сільська рада
Новомуллака́євська сільська рада (рос. Новомуллакаевский сельский совет) — муніципальне утворення у складі Караідельського району Башкортостану, Росія. Адміністративний центр — село Новомуллакаєво.

## Населення
Населення — 470 осіб (2019, 591 в 2010, 670 в 2002).

## Склад
До складу поселення входять такі населені пункти:
| Населений пункт      | Населення, осіб (2002) | Населення, осіб (2010) |
| -------------------- | ---------------------- | ---------------------- |
| Муллакаєво, присілок | 124                    | 108                    |
| Новомуллакаєво, село | 546                    | 483                    |